# The Mended Lute
The Mended Lute: A Stirring Romance of the Dakotas è un cortometraggio muto del 1909 diretto da David W. Griffith.
Si tratta di uno dei circa 30 cortometraggi diretti da David W. Griffith che hanno per soggetto l'esperienza dei nativi americani degli Stati Uniti d'America. In questo caso si tratta di una "storia indiana" che seguendo uno schema consolidato presenta la figlia di un capo indiano che rifiuta il matrimonio cui è destinato per unirsi all'uomo che ama.
Secondo le convenzioni dell'epoca e come di regola in tutti i film di Griffith, i ruoli protagonisti di nativi americani sono interpretati da attori bianchi in "redface", qui Florence Lawrence e Owen Moore. Le rigide regole di segregazione razziale condivise da Griffith rendevano particolarmente improponibile che un attore e un'attrice "di razze diverse" risultassero coinvolti, sia pure nella finzione scenica, in un rapporto di amore. Poiché non ci sono personaggi "bianchi" nel film, gli stereotipi caricaturali sono tuttavia meno marcati che in altri film. L'approccio è simpatetico e tra i comprimari accreditati ci sono anche due attori nativi americani: Red Wing e James Young Deer.

## Trama
Rising Moon, la figlia di un capo indiano, viene data in sposa a Standing Rock anche se lei ama il più povero Little Bear. I due giovani scappano insieme, inseguiti dal marito furioso. Quando vengono catturati, Little Bear viene crudelmente torturato ma lui affronta la tortura con tanto coraggio e stoicismo da suscitare l'ammirazione del suo carnefice che non solo lo libera, ma lo lascia anche andare via con Rising Moon.

## Produzione
Prodotto dalla Biograph Company, il film fu girato a Cuddebackville, New York.

## Distribuzione
Distribuito dalla Biograph Company, il film - un cortometraggio in una bobina - uscì nelle sale statunitensi il 5 agosto 1909.
Copia della pellicola, un negativo in nitrato 35 mm, è conservata negli archivi del Museum of Modern Art; un'altra si trova alla Library of Congress e una terza pellicola, sottotitolata in ceco (un positivo in nitrato 35 mm) si trova al Det Danske Filminstitut.